# Бартель-Великий
Бартель-Великий (пол. Bartel Wielki, нім. Groß Bartel) — село в Польщі, у гміні Каліська Староґардського повіту Поморського воєводства.
Населення — 133 особи (2011).
У 1975-1998 роках село належало до Гданського воєводства.

## Демографія
Демографічна структура станом на 31 березня 2011 року:
|          | Загалом | Допрацездатний вік | Працездатний вік | Постпрацездатний вік |
| -------- | ------- | ------------------ | ---------------- | -------------------- |
| Чоловіки | 69      | 11                 | 51               | 7                    |
| Жінки    | 64      | 14                 | 41               | 9                    |
| Разом    | 133     | 25                 | 92               | 16                   |